# 李峴 (梁國公)
李峴（709年—766年），吳王李恪的曾孙，信安郡王李禕的第三子。
喜歡聘用名士。後以蔭入仕，歷官京兆尹。天寶年間，為楊國忠所不喜，出京擔任長沙太守。永王李璘擔任江陵大都督時，請他任长史。李峴知永王有意謀反，便稱病離去。代宗時，改任荆南节度，後知江淮选补使。
妻子独孤峻为独孤元康曾孙。子李孝孫。
2000年西安市長安區郭杜出土《唐故光祿大夫檢校兵部尚書兼衢州刺史充本州團練使贈太子少師上柱國梁國公李峴墓志銘》，由徐浩書法，存长安区博物馆。

## 延伸阅读
[在维基数据编辑]
 《新唐書·卷131》，出自《新唐書》